# Tethysbaena haitiensis
Espèce
Tethysbaena haitiensis est une espèce de crustacés thermosbaenacés de la famille des Monodellidae.

## Distribution
Cette espèce est endémique d'Haïti. Elle se rencontre dans les eaux souterraines de la plaine du Nord.

## Description
Le mâle holotype mesure 2 059 µm et la femelle paratype 2 202 µm.

## Étymologie
Son nom d'espèce, composé de haiti et du suffixe latin -ensis, « qui vit dans, qui habite », lui a été donné en référence au lieu de sa découverte, Haïti.

## Publication originale
- Wagner, 1994 : A monographic review of the Thermosbaenacea (Crustacea: Peracarida). A study on their morphology, taxonomy, phylogeny and biogeography. Zoologische Verhandelingen (Leiden), vol. 291, p. 1-338.